# Stan March
Stanley „Stan“ March (* 26. Dezember 1938 in Manchester) ist ein ehemaliger englischer Fußballspieler.

## Karriere
March ragte als Jugendfußballer heraus, repräsentierte 1956/57 Manchester bei der nationalen Fußballmeisterschaft der Boys’ Clubs und war im Februar 1957 bei einer 2:3-Niederlage einer englischen Boys’-Club-Auswahl gegen Schottland als Torschütze erfolgreich. Im Sommer 1959 wechselte er für eine Ablöse von 250 £ vom FC Altrincham (Cheshire County League) zu Port Vale in die Football League Third Division. Dort kam der Halbstürmer erstmals im Oktober 1959 in einem Spiel um die Supporters’ Clubs’ Trophy, einem Wettbewerb gegen den Lokalrivalen Stoke City, bei einer 1:3-Niederlage als Einwechselspieler zum Einsatz. Im weiteren Saisonverlauf schloss sich im März 1960 ein Ligaeinsatz an (0:0 gegen die Queens Park Rangers), die beiden Halbstürmerpositionen waren zumeist von Stan Steele und Graham Barnett besetzt. March verblieb zwei weitere Jahre bei Port Vale ohne zu einem weiteren Pflichtspielauftritt für die erste Mannschaft zu kommen.
1962 kam er zum FC Macclesfield und absolvierte dort im Saisonverlauf neben 10 Partien (4 Tore) in der Cheshire County League auch 3 Pokalpartien (3 Tore). In den folgenden Jahren spielte er noch für Ashton United, den AFC Mossley (7 Pflichtspiele, kein Tor), die Stafford Rangers und den walisischen Klub Llandudno FC.